# Kasha Kropinski
Kasha Kropinski (27 augustus 1991), geboren als Katarzynka Kropiński, is een in Zuid-Afrika geboren Amerikaans actrice, stemactrice en klassiek ballerina.

## Biografie
Kropinski werd geboren in Zuid-Afrika als dochter van een Poolse filmmaker en een voormalig Zuid-Afrikaans model.

## Carrière
Kropinski begon op zesjarige leeftijd met acteren in het theater, in een theatergezelschap in Kaapstad. Zo speelde zij onder andere de rol van Janneman Robinson, Peter Rabbit en Mowgli, voor deze rollen werd zij geprezen door theatercritici. Kropinski emigreerde op negenjarige leeftijd met haar familie naar Los Angeles, en in de zomer van 2009 studeerde zij aan de zomerschool van de LAMDA in Londen.
Kropinski begon als jeugdactrice in 2001 met acteren in de televisieserie Angel, waarna zij nog meerdere rollen speelde in televisieseries en films. Zij is vooral bekend van haar rol als Ruth Cole in de televisieserie Hell on Wheels, waar zij in 31 afleveringen speelde (2011-2014).

## Filmografie

### Films
- 2010 Almost Kings - als Carrie
- 2009 Fame - als ballerina
- 2004 The Story of an African Farm - als Lyndall

### Televisieseries
Uitgezonderd eenmalige gastrollen.
- 2011-2014 Hell on Wheels - als Ruth Cole - 31 afl.
- 2002 State of Grace - als Annette Wheeler - 2 afl.
- 2002 Phantom Investigators - als Melanie (stem) - 3 afl.
- 2001 Angel - als Sarah Holtz - 2 afl.